# یوئه‌چی
یوئه‌چی، یوئه‌جی یا یوئه‌ژی (چینی: 月氏؛ پین‌یین:Yuèzhī) مردمانی بودند که در آغاز در چراگاه‌های شرق حوضۀ تاریم -در سین‌کیانگ در غرب گانسو در جمهوری خلق چین کنونی- می‌زیستند. در برخی منابع کلاسیک تاریخی آنان را با تخاری‌ها یکی دانسته‌اند. آنان سپس به فرارود و باختر کوچیدند و شاخه‌ای از آنان شاهنشاهی کوشان را پایه‌ریخت.
بعضی محققان بر این باورند که این مردمان از تبار هندواروپایی بوده اند.اگرچه بعضی از دیگر محققان آنها را با مصنوعات فرهنگهای منقرض شده در حوضه تاریم ، مانند مومیایی های تاریم و متونی که به زبان های تُخاری ضبط شده ، مرتبط دانسته اند اما این ارتباط به طور قطعی ثابت نشده است.
ایرانی تبار بودن (از زیر شاخه های هندواروپایی) آنها به ویژه با منشا سکایی در میان محققان پشتیبان هایی دارد.بعضی دیگر از محققان اشاره کرده اند که یوئه ژی ها در اصل مردمی ایرانی تبار بوده اند اما تا حدودی توسط مردم تخاری آسیمیله شدند بنابراین هم از تخارها و هم از ایرانی تباران عناصری داشته اند.

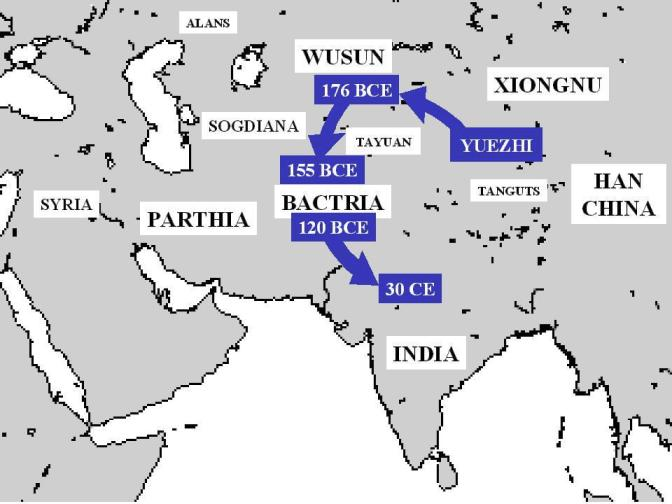
خط سیر مهاجرت یوئه‌چی‌ها/یوئه‌ژی‌ها